# Capivari do Sul
Capivari do Sul é um município brasileiro do estado do Rio Grande do Sul.
Cidade onde Giuseppe Garibaldi aportou para montar as estratégias da Revolução Farroupilha, em 1839.
Capivari significa, em língua indígena, capivara. Esse nome foi dado ao município pelo fato de existirem ali muitas capivaras às margens do Rio Capivari. A expressão "do Sul" foi acrescentada para diferenciá-lo de outro município brasileiro, no estado de São Paulo, que também possui o nome de Capivari.
Distrito criado com a denominação de Capivari, pela Lei Municipal nº 1.752/80, subordinado ao município de Osório.
Pela Lei Estadual nº 7.654/82, o distrito de Capivari foi transferido do município de Osório para o novo município de Palmares do Sul.
Elevado à categoria de município com a denominação de Capivari do Sul, pela Lei Estadual nº 10.634/95, desmembrado dos municípios de Osório e Palmares do Sul. Sede no atual distrito de Capivari do Sul (ex-localidade de Capivari).
Em divisão territorial datada de 2001, o município é constituído de 2 distritos: Rancho Velho e Santa Rosa.

## Geografia
Localiza-se a uma latitude 30º08'42" sul e a uma longitude 50º30'53" oeste, estando a uma altitude de 12 metros.
Possui uma área de 417,609 km² e sua população estimada em 2008 era de 3.890 habitantes.

## Subdivisões

### Distritos
| Distrito        | População |
| --------------- | --------- |
| Capivari do Sul | 2347      |
| Rancho Velho    | 225       |
| Santa Rosa      | 535       |